# Незламне (селище)
Незламне — селище в Україні, у Білозерській селищній громаді Херсонського району Херсонської області. Населення становить 241 осіб. 

## Історія
12 червня 2020 року, відповідно до Розпорядження Кабінету Міністрів України № 726-р «Про визначення адміністративних центрів та затвердження територій територіальних громад Херсонської області», увійшло до складу Білозерської селищної громади.
19 липня 2020 року, в результаті адміністративно-територіальної реформи та ліквідації Білозерського району, село увійшло до складу Херсонського району.
24 лютого 2022 року селище тимчасово окуповане російськими військами під час російсько-української війни.
10 листопада 2022 року визволене Збройними силами України в ході контрнаступу в Херсонській області.
19 вересня 2024 року Верховна Рада підтримала перейменування селища Первомайське на Незламне. 26 вересня 2024 року перейменування набуло чинності.

## Населення
Згідно з переписом УРСР 1989 року чисельність наявного населення селища становила 253 особи, з яких 113 чоловіків та 140 жінок.
За переписом населення України 2001 року в селищі мешкала 241 особа.

### Мовний склад
Рідна мова населення за даними перепису 2001 року:
| Мова       | Чисельність, осіб | Доля     |
| ---------- | ----------------- | -------- |
| Українська | 234               | 97,10 %  |
| Російська  | 7                 | 2,90 %   |
| Разом      | 241               | 100,00 % |